# The Fendermen
The Fendermen fue un dúo estadounidense de rockabilly, compuesto por Jim Sundquist y Phil Humphrey, activos a principios de los años 60. Son mejor conocidos por el exitoso sencillo de 1960 " Mule Skinner Blues ", una versión de una canción escrita por Jimmie Rodgers.

## Historia
Jim Sundquist, el guitarrista principal, nació en Niagara (Wisconsin).  Phil Humphrey, el guitarrista rítmico era natural de Milwaukee (Wisconsin). Sundquist y Humphrey, nacieron ambos el 26 de noviembre de 1937,  se conocieron siendo estudiantes en la Universidad de Wisconsin-Madison a finales de la década de 1950 e iniciaron su carrera musical bajo la dirección de William Dreger, propietario de una tienda de música en Middleton, Wisconsin. El dúo tuvo un sencillo de éxito, " Mule Skinner Blues ", lanzado en 1960 en el sello discográfico Cuca Records, que fue adquirido para distribución nacional por Soma Records.  La canción fue grabada originalmente en el sótano de Middleton Music en un disco de aluminio. El sencillo alcanzó el puesto número 5 en el Billboard Hot 100, el número 32 en la lista de singles del Reino Unido en septiembre de 1960,  y el número 2 en las listas de Canadá. "Mule Skinner Blues" fue la primera canción de una banda de Minnesota en alcanzar las listas de éxitos. 
El dúo se hacía llamar "The Fendermen" porque tocaban guitarras Fender (una Telecaster y una Stratocaster ) y conectaban ambas al mismo amplificador.  Estas guitarras fueron los únicos instrumentos utilizados en la grabación de "Mule Skinner Blues". Los Fendermen realizaron una gira con Johnny Cash y muchos otros por todo Estados Unidos. William Herbert Dreger fue el productor original del dúo y posteriormente fue reemplazado debido a una disputa con el grupo. Él fue responsable de ayudar al dúo a despegar y llegar a las listas donde fueron elogiados por su destreza musical. William Dreger también fue responsable del final de la canción "Mule Skinner Blues" añadiendo la expresión "Cha Cha Cha", ya que el grupo no pudo encontrar una forma viable de terminar la canción. William intentó mantenerse en contacto con el dúo pero nunca obtuvo respuesta, a pesar de que los siguió y los vio ascender al estrellato. Nunca le pagaron por trabajar como productor del grupo y falleció el 3 de agosto de 2019. 
Sundquist fue invitado a participar en el álbum Ultra Modern de 1999 del grupo de rockabilly de Minneapolis The Vibro Champs, tocando la guitarra en la canción "Beach Party".  Los Vibro Champs eran fanáticos del dúo desde hacía mucho tiempo y habían versionado su versión de "Mule Skinner Blues" en el álbum de 1996 Stranger Than You Think. En 2005, The Fendermen se reunieron para una actuación de dos espectáculos, con los Vibro Champs como banda de acompañamiento. 
Sundquist murió el 4 de junio de 2013 de cáncer en su casa de Fairfax (Minnesota), a los 75 años.  Humphrey murió el 29 de marzo de 2016 en un hospital de Minnesota, a los 78 años, debido a una insuficiencia cardíaca. 

## Discografía

### Álbumes
| Año  | Álbum              | Etiqueta |
| ---- | ------------------ | -------- |
| 1960 | Mula Skinner Blues | soma     |

### Sencillos
| Año  | Título                   | Posicionamiento en lista | Posicionamiento en lista | Posicionamiento en lista | Sello | cara B           | Álbum              |
| Año  | Título                   | Billboard Hot 100        | Hot Country Songs        | UK Singles Chart         | Sello | cara B           | Álbum              |
| ---- | ------------------------ | ------------------------ | ------------------------ | ------------------------ | ----- | ---------------- | ------------------ |
| 1960 | "Mule Skinner Blues"     | 5                        | 16                       | 32                       | Soma  | "Torture"        | Mule Skinner Blues |
| 1960 | "Don't You Just Know It" | 110                      | —                        | —                        | Soma  | "Beach Party"    | Mule Skinner Blues |
| 1961 | "Heartbreakin' Special"  | —                        | —                        | —                        | Soma  | "Can't You Wait" | Mule Skinner Blues |